# Xoxouhcaltzitzimitl
Los Xoxouhcaltzitzimitl son, en la mitología azteca, un grupo de demonios femeninos de piel de color azul emparentados con las Tzitzimime. Además de estos existían otros tres grupos independientes, llamados Iztactzitzimitl (demonios blancos), Coztzitzimitl (demonios amarillos), Itlatlauhcatzitzimitl (demonios rojos).